# Iskra Delta Partner
Partner је био професионални рачунар фирме Iskra Delta који је почео да се производи у СФР Југославији током 1983. године.
Користио је Zilog Z80 A микропроцесорску јединицу а RAM меморија рачунара је имала капацитет од 2 x 64 KB. 
Као оперативни систем кориштен је CP/M Plus (version 3.0), MP/M.

## Детаљни подаци
Детаљнији подаци о рачунару Partner су дати у табели испод.
|                       |                                                                |
| [ 1 ]                 |                                                                |
| Произвођач            |                                                                |
| Тип                   | професионални рачунар                                          |
| Меморија              | 2 x 64                                                         |
| Поријекло             | СФР Југославија                                                |
| Година                | 1983                                                           |
| Тастатура             | тастатура са пуним помаком тастера са нумеричком тастатуром    |
| Процесор              |                                                                |
| Фреквенција процесора | 4                                                              |
| RAM                   | 2 x 64                                                         |
| ROM                   | 4                                                              |
| Текст                 | 80 x 26                                                        |
| Графика               | непознато                                                      |
| Боја                  | 12 инчни монохроматски монитор                                 |
| Звук                  | непознато                                                      |
| Димензије             | 35.5 (висина) x 30 (дубина) x 31 (ширина) cm (главна јединица) |
| Портови               |                                                                |
| Оперативни систем     |                                                                |